# Анна Говкінс
Анна Говкінс (англ. Anna Hawkins; нар. 7 липня 1984) — колишня британська тенісистка.
Найвищу одиночну позицію світового рейтингу — 581 місце досягла 7 липня 2003, парну — 215 місце — 29 вересня 2003 року.
Здобула 16 парних титулів туру ITF.
Найвищим досягненням на турнірах Великого шолома було 2 коло в парному розряді.
Завершила кар'єру 2009 року.

## Фінали ITF

### Парний розряд (16–12)
| Турніри $100,000 |
| Турніри $75,000  |
| Турніри $50,000  |
| Турніри $25,000  |
| Турніри $10,000  |

| Результат | Ранг | Дата             | Турнір                               | Покриття   | Партнерка         | Суперниці                                | Рахунок          |
| --------- | ---- | ---------------- | ------------------------------------ | ---------- | ----------------- | ---------------------------------------- | ---------------- |
| Перемога  | 1.   | 25 вересня 2000  | Глазго, Шотландія                    | Тверде (i) | Ебігейл Тордофф   | Julia Smith Ремі Тедзука                 | 6–2, 6–2         |
| Поразка   | 1.   | 21 вересня 2001  | Сандерленд, Англія                   | Тверде (i) | Cristelle Grier   | Івонн Дойл Карен Нуджент                 | 6–4, 2–6, 1–6    |
| Перемога  | 2.   | 29 квітня 2002   | Борнмут, Англія                      | Ґрунт      | Джейн О'Доног'ю   | Іпек Шенолу Хрістіна Захаріду            | 6–0, 6–0         |
| Поразка   | 2.   | 14 травня 2002   | Гатфілд, Англія                      | Ґрунт      | Джейн О'Доног'ю   | Ірина Буликіна Катерина Сисоєва          | 6–4, 4–6, 6–7(8) |
| Перемога  | 3.   | 4 серпня 2002    | Дублін, Ірландія                     | Трава      | Ніколь Кріз       | Rebecca Rankin Вишня Вулетич             | 6–2, 7–5         |
| Поразка   | 3.   | 10 лютого 2003   | Албуфейра, Португалія                | Тверде     | Кільдін Шевальє   | Сільвія Дісдері Джулія Меруцці           | 2–6, 4–6         |
| Поразка   | 4.   | 28 квітня 2003   | Борнмут, Англія                      | Ґрунт      | Клер Каррен       | Марієль Гоґланд Елісе Тамаела            | 6–3, 2–6, 3–6    |
| Перемога  | 4.   | 5 травня 2003    | Единбург, Шотландія                  | Ґрунт      | Клер Каррен       | Jacqueline Fröhlich Daniela Salomon      | w/o              |
| Перемога  | 5.   | 4 травня 2004    | Единбург, Шотландія                  | Ґрунт      | Ніколь Ренкен     | Раїса Гуревич Катерина Кожокіна          | 7–6(3), 6–2      |
| Перемога  | 6.   | 15 травня 2004   | Санта-Крус-де-Тенерифе, Іспанія      | Тверде     | Ларісса Карвальйо | Ева-Марія Гох Мартіна Павелець           | 2–6, 6–1, 7–6(4) |
| Перемога  | 7.   | 5 липня 2004     | Філікстоу, Англія                    | Трава      | Ганна Коллін      | Гелен Крук Карен Патерсон                | 6–4, 6–4         |
| Поразка   | 5.   | 15 серпня 2004   | Гемпстед, Англія                     | Тверде     | Ніколь Ренкен     | Рушмі Чакравартхі Саня Мірза             | 3–6, 2–6         |
| Поразка   | 6.   | 14 вересня 2004  | Манчестер, Англія                    | Тверде (i) | Ганна Коллін      | Емма Лайне Ессі Лайне                    | 4–6, 4–6         |
| Поразка   | 7.   | 19 жовтня 2004   | Болтон, Англія                       | Тверде (i) | Ганна Коллін      | Сара Борвелл Емілі Веблі-Сміт            | 5–7, 6–1, 2–6    |
| Перемога  | 8.   | 7 квітня 2005    | Бат (Англія), Англія                 | Тверде (i) | Ребекка Льєвеллін | Ванеса Пінто Вердіана Верарді            | 3–6, 6–1, 6–4    |
| Поразка   | 8.   | 27 квітня 2005   | Борнмут, Англія                      | Ґрунт      | Голлі Річардс     | Клер Петерзан Мелані Саут                | 7–5, 4–6, 3–6    |
| Перемога  | 9.   | 23 травня 2005   | Оксфорд, Англія                      | Трава      | Ребекка Льєвеллін | Мелісса Беррі Голлі Річардс              | 6–1, 6–4         |
| Перемога  | 10.  | 5 квітня 2006    | Бат, Англія                          | Тверде (i) | Ліндсі Кокс       | Мелісса Беррі Анна Сміт                  | 6–3, 6–2         |
| Перемога  | 11.  | 7 серпня 2006    | Рексем, Уельс                        | Тверде     | Ліндсі Кокс       | Джейн О'Доног'ю Карен Патерсон           | 6–3, 6–3         |
| Перемога  | 12.  | 8 листопада 2006 | Redbridge, Англія                    | Тверде (i) | Анна Сміт         | Голлі Річардс Елізабет Томас             | 6–3, 6–3         |
| Перемога  | 13.  | 7 березня 2007   | Джерсі, Велика Британія              | Тверде (i) | Елізабет Томас    | Селін Каттанео Ґаелль Відмер             | 6–1, 6–3         |
| Перемога  | 14.  | 14 березня 2007  | Сандерленд, Англія                   | Тверде (i) | Джейн О'Доног'ю   | Рія Сабай Емілі Веблі-Сміт               | 6–4, 6–7(5), 6–3 |
| Поразка   | 9.   | 28 березня 2007  | Бат, Англія                          | Тверде (i) | Елізабет Томас    | Лаура Габеркорн Пауліне Вонг             | 1–6, 6–3, 1–6    |
| Перемога  | 15.  | 8 травня 2007    | Единбург, Шотландія                  | Ґрунт      | Елізабет Томас    | Elena Kulikova Анастасія Пивоварова      | 3–6, 6–0, 6–4    |
| Поразка   | 10.  | 25 серпня 2007   | Лондон, Англія                       | Тверде     | Карен Патерсон    | Мартіна Бабакова Анна Сміт               | 2–6, 3–6         |
| Поразка   | 11.  | 15 березня 2008  | Лас-Пальмас-де-Гран-Канарія, Іспанія | Тверде     | Анна Герасімоу    | Марта Марреро Марія Хосе Мартінес Санчес | 2–6, 6–7(1)      |
| Перемога  | 16.  | 29 квітня 2008   | Коацакоалькос, Мексика               | Тверде     | Анна Фіцпатрік    | Марія Ірігоєн Агустіна Лепоре            | 6–2, 6–2         |
| Поразка   | 12.  | 12 липня 2008    | Філікстоу, Англія                    | Трава      | Нікола Франькова  | Сара Борвелл Кортні Негл                 | 5–7, 3–6         |

## Часова шкала виступів на турнірах Великого шолому
| W | Ф | ПФ | ЧФ | #Р | КТ | К# | DNQ | A | NH |

| Турнір                                 | 2002 | 2003 | 2004 | 2005 | 2006 | 2007 | 2008 | W-L |
| -------------------------------------- | ---- | ---- | ---- | ---- | ---- | ---- | ---- | --- |
| Відкритий чемпіонат Австралії з тенісу |      |      |      |      |      |      |      | 0–0 |
| Відкритий чемпіонат Франції з тенісу   |      |      |      |      |      |      |      | 0–0 |
| Вімблдонський турнір                   | 1р   | 2р   | 1р   | 1р   |      |      | 1р   | 1–5 |
| Відкритий чемпіонат США з тенісу       |      |      |      |      |      |      |      | 0–0 |
| В-П                                    | 0–1  | 1–1  | 0–1  | 0–1  | 0–0  | 0–0  | 0–1  | 1–5 |